# Copris singularis
Copris singularis là một loài bọ cánh cứng trong họ Bọ hung (Scarabaeidae).